# Guernica - Pablo Picasso und die Politik
Guernica - Pablo Picasso und die Politik è un documentario del 1981 diretto da Klaus Figge e Gert Kairat e basato sulla vita del pittore spagnolo Pablo Picasso.